# Validierung (Metrologie)
Unter Validierung versteht man in der Metrologie den Nachweis, dass die spezifizierten Anforderungen für den beabsichtigten Zweck angemessen sind. Der Nachweis wird dabei durch eine metrologische Verifizierung erbracht.

## Beispiele
Ein sehr einfaches Beispiel ist der Fall, in dem ein Messverfahren, das das Volumen einer Wassermenge bestimmen kann, beispielsweise durch Verwendung eines einfachen Messbechers, auch für die Volumenmessung von Benzin validiert werden kann. Dazu muss mit einer Verifizierung der entsprechende Nachweis erbracht werden. Hieraus lässt sich auch ein Gegenbeispiel ableiten: Mit dem Messbecher lässt sich zwar das Volumen einer Wassermenge und sicherlich auch das von Benzin bestimmen. Der Versuch, dieses Messverfahrens für gasförmige Stoffe zu Verifizieren hätte jedoch zum Ergebnis, dass das Verfahren für diese Aufgabe nicht valide ist.
Ein komplexeres Beispiel wäre die Validierung eines Verfahrens zur Messung der Stickstoffkonzentration in Wasser für die Anwendung in Blut.